# Clavulina caespitosa
Clavulina caespitosa är en svampart som beskrevs av T.W. Henkel, Meszaros & Aime 2005. Clavulina caespitosa ingår i släktet Clavulina och familjen Clavulinaceae.   Inga underarter finns listade i Catalogue of Life.